# Julián Hernández
Julian Hernandez (né à Mexico en 1972) est un réalisateur mexicain.

## Biographie
Julián Hernández étudie le cinéma au Centre universitaire des études cinématographiques (Centro Universitario de Estudios Cinematográficos - CUEC) de sa ville natale, mais, en raison des thématiques homosexuelles de ses films, il en est expulsé par l'administration homophobe de l'institution. 
Il amorce sa carrière de réalisateur par une série de courts-métrages de fiction et se spécialise dans la photographie documentaire. Dès ses débuts, il avoue être influencé par les réalisateurs Michelangelo Antonioni, Leonardo Favio, Robert Bresson et Alain Resnais.
En 1996, il fonde la Coopérative cinématographique Morelos, ce qui lui de réaliser plusieurs courts métrages et des documentaires.
Son long métrage, intitulé Mil nubes de paz cercan el cielo, amor, jamás acabarás de ser amor (2003), remporte le Teddy Award à la Berlinale 2003.
En 2009, il remporte un second Teddy Award pour Rabioso sol, rabioso cielo.

## Filmographie

### Réalisateur, scénariste et monteur
- 1992 : Lenta mirada en torno a la búsqueda de seres afines (court métrage)
- 1993 : La sombra inutil de quien ha nacido para un solo destino (court métrage)
- 1996 : Por encima del abismo de la desesperación (court métrage)
- 2000 : Rubato lamentoso (court métrage)
- 2000 : La vida es tan hermosa aún ahora (court métrage dont il n'est pas le scénariste)
- 2000 : Hubo un tiempo en que los sueños dieron paso a largas noches de insomnio...
- 2004 : Los ríos en tiempo de lluvia (court métrage)
- 2005 : Fragmento de identidad (court métrage)

### Uniquement réalisateur et scénariste
- 2001 : El dolor (court métrage)
- 2003 : Mil nubes de paz cercan el cielo, amor, jamás acabarás de ser amor
- 2003 : Vivir (court métrage)
- 2004 : Linternita (court métrage)
- 2006 : El cielo dividido
- 2007 : Bramadero (court métrage)
- 2008 : Vago rumor de mares en zozobra (court métrage)
- 2008 : Rabioso sol, rabioso cielo
- 2010 : Sucedió en un día (court métrage)
- 2013 : Tout le bonheur du monde (Yo soy la felicidad de este mundo)
- 2014 : Nubes flotantes (court métrage)
- 2015 : Muchacho en la barra se masturba con rabia y osadía (court documentaire)
- 2016 : Causas corrientes de un cuadro clínico (court métrage)
- 2020 : El día comenzó ayer (court métrage)
- 2022 : Dos entre muchos (court métrage)
- 2023 : L'Empreinte de tes lèvres
- 2024 : Los demonios del amanecer

### Uniquement réalisateur
- 2000 : Diminutos del calvario (court métrage)
- 2009 : La transformación del cine en música (documentaire)
- 2016 : Muchachos en la azotea (court métrage)
- 2020 : Rencor tatuado
- 2020 : La diosa del asfalto

### Uniquement scénariste et monteur
- 1993 : Actos impuros (court métrage)
- 2000 : Extravio (court métrage)

### Uniquement scénariste
- 2002 : Arrobo (court métrage)
- 2005 : David (court métrage)
- 2005 : Paloma (court métrage)
- 2013 : Quebranto (documentaire)
- 2016 : Fisuras (court métrage)
- 2016 : Club Amazonas (court documentaire)
- 2017 : Péplum (court documentaire)
- 2018 : Photomaton (court métrage)

### Uniquement monteur
- 1993 : Caer (court métrage)
- 2013 : Estatuas (court métrage)
- 2013 : Ramona (court métrage)
- 2017 : Un, dos... Un, dos, tres, cuatro (court métrage)